# グッド・フィール
株式会社グッド・フィール（英: Good-Feel Co.,Ltd.）は、日本のコンピューターゲームおよびコンテンツ開発会社。コンピュータエンターテインメント協会正会員。

## 概要

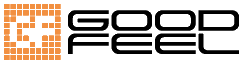
旧コーポレートロゴ

2005年10月、梅崎重治ら旧コナミコンピュータエンタテインメントスタジオ（コナミの開発子会社）社員の一部によって有限会社グッド・フィールを設立。2007年1月、株式会社に改組。
中心メンバーにがんばれゴエモンシリーズの元スタッフ（蛭子悦延はエビス丸のモデル）が多く、アクションゲームの開発を得意としている。ニンテンドーDSでは知育・教育ソフトの開発も請け負っていた。
2018年5月、事業領域ごとによる分社化を発表し、コンシューマゲームソフトおよびソーシャルアプリ事業を担当する「株式会社グッド・フィール ゲームス」（代表取締役社長 蛭子悦延）、モバイルゲーム・アプリ事業を担当する「株式会社グッド・フィール モバイル」をそれぞれ新設。2020年1月、代表人事の異動に伴い株式会社グッド・フィールが株式会社グッド・フィール ゲームス、株式会社グッド・フィール モバイルを吸収合併した。
2022年12月、本社を東京都品川区西五反田7丁目22番17号 TOCビル11階から同区大崎1丁目6番3号 大崎ニュー・シティ3号館（日精ビル）9階へ移転。
2023年、コーポレートロゴを改定。

## 開発作品
| 発売日 | 発売日   | 作品名                                                          | ハード                                     | 発売元                                 | 売上本数 | 売上本数  | 備考                                                |
| ------ | -------- | --------------------------------------------------------------- | ------------------------------------------ | -------------------------------------- | -------- | --------- | --------------------------------------------------- |
| 2007年 | 10月11日 | 高校受験英単語ゲットスルー1900 高校英単語 エイタン・ザムライ DS | DS                                         | エデュケーショナルネットワーク         |          |           |                                                     |
| 2008年 | 5月29日  | ふしぎ？かがく なぞときクイズトレーニングなぞトレ               | DS                                         | ベネッセコーポレーション               |          |           |                                                     |
| 2008年 | 5月29日  | 空間☆図形 ひらめきトレーニング くうとれ                         | DS                                         | ベネッセコーポレーション               |          |           |                                                     |
| 2008年 | 7月21日  | ワリオランドシェイク                                            | Wii                                        | 任天堂                                 | 約14万本 |           |                                                     |
| 2009年 | 3月26日  | 小学校英語エイタン・ザムライDS                                  | DS                                         | エデュケーショナルネットワーク         |          |           |                                                     |
| 2009年 | 3月26日  | 中学校英単語エイタン・ザムライDS                                | DS                                         | エデュケーショナルネットワーク         |          |           |                                                     |
| 2009年 | 6月11日  | 高校英単語エイタン・ザムライDS                                  | DS                                         | エデュケーショナルネットワーク         |          |           |                                                     |
| 2009年 | 11月26日 | センター試験 英語リスニング 速習DS                              | DS                                         | エデュケーショナルネットワーク         |          |           |                                                     |
| 2010年 | 3月3日   | 立体かくし絵 アッタコレダ                                       | ニンテンドーDSiウェア                      | 任天堂                                 |          |           |                                                     |
| 2010年 | 10月24日 | 毛糸のカービィ                                                  | Wii                                        | 任天堂                                 | 50万本   | 約159万本 |                                                     |
| 2011年 | 4月      | パーフェクト漢字計算マスターDS                                  | DS                                         | ベネッセコーポレーション               |          |           | チャレンジ5年生 2011年4月号特別付録                 |
| 2011年 | 4月      | 4教科パーフェクトクリアDS                                       | DS                                         | ベネッセコーポレーション               |          |           | チャレンジ6年生 2011年4月号特別付録                 |
| 2011年 | 7月7日   | Wiiリモコンプラス バラエティ                                    | Wii                                        | 任天堂                                 |          | 126万本   | 開発に関わった複数のゲーム会社のうち1社として参加   |
| 2011年 | 9月15日  | くまのプーさん100エーカーの森のクッキングBOOK                   | DS                                         | ディズニー・インタラクティブ・スタジオ |          |           |                                                     |
| 2012年 | 4月      | 4教科パーフェクトクリアDS 英語音声付き                          | DS                                         | ベネッセコーポレーション               |          |           | チャレンジ6年生 2012年4月号特別付録                 |
| 2012年 | 11月19日 | SPACE PIRATES SOCIAL                                            | Facebook                                   | グッド・フィール                       |          |           | 現在は配信終了                                      |
| 2013年 | 6月18日  | すれちがいシューティング                                        | ニンテンドー3DS（DL）                      | 任天堂                                 |          |           | すれちがいMii広場のダウンロードコンテンツとして配信 |
| 2013年 | 6月18日  | すれちがいMii広場                                               | ニンテンドー3DS（DL）                      | 任天堂                                 |          |           | ※ver3.0以降                                         |
| 2013年 | 7月18日  | マリオ&ルイージRPG4 ドリームアドベンチャー                      | ニンテンドー3DS                            | 任天堂                                 | 47万本   | 208万本   | 巨大化バトルの制作を担当                            |
| 2013年 | 11月27日 | Phantom Chronicle                                               | Facebook                                   | グッド・フィール                       |          |           | 現在は配信終了                                      |
| 2014年 | 1月      | 5年漢字計算ニガテハンターDS                                     | DS                                         | ベネッセコーポレーション               |          |           | チャレンジ5年生 2014年1月号特別付録                 |
| 2015年 | 2月27日  | Phantom Chronicle RUSH FIRE                                     | Facebook iOS/Android                       | グッド・フィール                       |          |           | 現在は配信終了                                      |
| 2015年 | 4月2日   | すれちがいゾンビ                                                | ニンテンドー3DS（DL）                      | 任天堂                                 |          |           | すれちがいMii広場のダウンロードコンテンツとして配信 |
| 2015年 | 4月13日  | 時のドラゴン タイムラインで攻略せよ                             | Facebook iOS/Android                       | グッド・フィール                       |          |           | 現在は配信終了                                      |
| 2015年 | 7月16日  | ヨッシー ウールワールド                                         | Wii U                                      | 任天堂                                 | 13万本   | 137万本   |                                                     |
| 2016年 | 9月2日   | サクっと!スロットカー                                           | ニンテンドー3DS（DL）                      | 任天堂                                 |          |           | すれちがいMii広場のダウンロードコンテンツとして配信 |
| 2016年 | 9月2日   | サクっと!株トレーダー                                           | ニンテンドー3DS（DL）                      | 任天堂                                 |          |           | すれちがいMii広場のダウンロードコンテンツとして配信 |
| 2016年 | 11月28日 | ぷちプチゴースト                                                | iOS/Android Facebook                       | グッド・フィール                       |          |           | 現在は配信終了                                      |
| 2016年 | 12月8日  | Miitopia                                                        | ニンテンドー3DS                            | 任天堂                                 | 18万本   |           | 背景・武器・服の制作を担当                          |
| 2017年 | 1月19日  | ポチと! ヨッシー ウールワールド                                 | ニンテンドー3DS                            | 任天堂                                 | 12万本   |           |                                                     |
| 2017年 | 11月21日 | Phantom Chronicle SLOTS                                         | Facebook Android/iOS                       | グッド・フィール                       |          |           | 日本未配信                                          |
| 2019年 | 3月7日   | 毛糸のカービィ プラス                                           | ニンテンドー3DS                            | 任天堂                                 |          |           |                                                     |
| 2019年 | 3月29日  | ヨッシークラフトワールド                                        | Nintendo Switch                            | 任天堂                                 | 14万本   | 256万本   |                                                     |
| 2019年 | 8月22日  | Honey Farmy                                                     | Android/iOS                                | グッド・フィール                       |          |           | 現在は配信終了                                      |
| 2019年 | 11月7日  | MONKEY BARRELS                                                  | Nintendo Switch（DL専用） steam Epic Games | グッド・フィール                       |          |           |                                                     |
| 2020年 | 8月3日   | Cats Lovers SLOTS                                               | Facebook Android                           | グッド・フィール                       |          |           | 現在は配信終了                                      |
| 2021年 | 9月3日   | Dogs Lovers SLOTS                                               | Android                                    | グッド・フィール                       |          |           | 現在は配信終了                                      |
| 2023年 | 11月30日 | 御伽活劇 豆狸のバケル 〜オラクル祭太郎の祭難!!〜                | Nintendo Switch                            | グッド・フィール                       |          |           |                                                     |
| 2024年 | 3月22日  | プリンセスピーチ Showtime!                                      | Nintendo Switch                            | 任天堂                                 | 21万本   | 112万本   |                                                     |
| 2024年 | 9月3日   | 豆狸のバケル                                                    | Steam                                      | スパイク・チュンソフト                 |          |           | 『豆狸のバケル』のSteam移植版                       |